# 리처드 예이츠
리처드 예이츠(영어: Richard Yates, 1926년 2월 3일 ~ 1992년 11월 7일)는 미국의 소설가였다. 데뷔 소설인 《레볼루셔너리 로드》는 1962년 내셔널 북 어워드 결승 진출작이였다. 그러나 그의 글에 대한 찬사는 그의 생애 동안 상업적 성공에 반영되지 않았다.
예이츠에 대한 관심은 보스턴 리뷰의 스튜어트 오난의 영향력 있는 1999년 에세이와 블레이크 베일리의 2003년 전기 책, 2008년 아카데미상 후보 및 골든글로브 수상작인 케이트 윈즐릿과 레오나르도 디카프리오 주연의 영화 《레볼루셔너리 로드》 덕분에 사후 이후 어느 정도 되살아났다.